# 内道場
内道場（ないどうじょう）とは、宮中に設けられた仏事を修するための施設。内寺ともいう。

## 概要
中国の同種の施設にならったもので、その名称は隋代からのものだとされるが、精舎を殿内に建造したのは東晋の孝武帝の太元元年（376年）に始まる。南北朝時代にはふるわなかったが、隋の煬帝は内道場に道教・仏教の経典を集め、目録を作ったという。そして、唐]の時に内道場の制度が発展し、最盛をきわめている。あるいは『大宋僧史略』によると、「内道場は後魏に起こる、而して名を得るは隋朝に在り」「則天又洛京大内に於て内道場を置く、中宗睿宗此の制を改むること無し」ともあり、『塵添壒嚢鈔』一五、内供奉事によると「内道場の供僧なれば内供奉と云、大内の道場なれば内道場と云也」とも記されている。
日本では、天智天皇10年（672年）10月に
とあり、近江大津宮の内裏に仏殿があったことが記されている。天武天皇12年（683年）秋7月には、今年の夏に、初めて僧尼を招き、飛鳥浄御原宮の宮中に安居させ、これにより7月中旬に「浄行者（おこなひひと）」を選んで30名ほど出家したとある。
正倉院文書の写経目録によると、天平5年（733年）2月に内堂が存在しており、これを内道場の起源とみる説もある。『続日本紀』にある玄昉の卒伝によると、霊亀2年（716年）に入唐し、天平7年（735年）の遣唐使に随従して帰朝した玄昉が、経論五千巻あまりともろもろの仏像をもたらし、律令政府は玄昉を尊んで僧正とし、「内道場」に出入りをさせたとある。玄昉が僧正に任命されたのは、天平9年の8月であり、その前後に「内道場」と呼ばれるものが建造されたことになる。
『続紀』の道鏡の卒伝には、道鏡が「内道場」に入って、列して禅師となった、ともある。
『経国集』には、称徳朝に内道場における虚空蔵菩薩会を観て歌った淡海三船の詩が一首収録されている。
宝亀3年（772年）には、内道場に奉仕して、主に天皇の安寧を祈る内供奉十禅師が置かれている。
平安京では、承和元年（834年）に空海の上奏により、内道場として真言院が設けられている。